# گورستان سروان
قبرستان سروان مربوط به دوره قاجاریه است و در شهرستان ممسنی، بخش مرکزی، دهستان فهلیان، غرب روستای سروان واقع شده و این اثر در تاریخ ۳۰ بهمن ۱۳۸۶ با شمارهٔ ثبت ۲۰۸۶۳ به‌عنوان یکی از آثار ملی ایران به ثبت رسیده است.